# Renato Zanella
Renato Zanella (Verona, 6 giugno 1961) è un ballerino, coreografo e regista teatrale italiano.

## Biografia
Zanella ha studiato danza classica nella sua città natale. Dopo il conseguimento del diploma di maturità, si è trasferito a Cannes all'Ecole Superieure de Dance di Rosella Hightower, dove ha completato la sua formazione artistica di danza classica. Nel 1982 ha ottenuto il suo primo ingaggio come ballerino a Basilea da Heinz Spoerli. Nel 1985 entra a far parte dello Stuttgarter Ballett. Nel 1993, su decisione della direttrice di balletto Marcia Haydee, viene nominato coreografo permanente dello Stuttgarter Ballett. Nel 1995 diventa direttore artistico e capo coreografo alla Staatsoper di Vienna. Questa carica è stata da lui ricoperta per dieci anni, sino al termine della stagione 2004/2005. Renato Zanella inoltre, dal 2001 al 2005, è stato direttore artistico della scuola di ballo del Teatro dell'Opera di Vienna. Dal 2005 al 2011 ha operato su scala mondiale in qualità di artista autonomo. Nel settembre 2011 è stato nominato Direttore del Balletto Nazionale Greco ad Atene.

## Opere
La prima coreografia di Renato Zanella nel 1989 fu “Die andere Seite” (L'altro lato) che mostrò nell'ambito degli spettacoli Junge Choreographen (Giovani coreografi) della società Noverre di Stoccarda. Le sue coreografie successive “Distanz” (Distanza) (1989) e “Ein Tag” (Un giorno) (1990) ebbero anch'esse il loro debutto in questo contesto. Lo Stuttgarter Ballett inserì Die andere Seite (L'altro lato) nel suo repertorio. Nel 1991 seguì Stati d'animo per Marcia Haydée e Richard Cragun, così come Triptychon (trittico), che venne rappresentato durante i Ludwigsburger Schlossfestspielen (Festival di Ludwigsburg). Alla première dell'opera Perseo e Andromeda di Salvatore Sciarrino (allestimento: Gerald Thomas), Renato Zanella ha curato la coreografia dei movimenti dei cantanti. Per le studentesse della Cranko John School, che parteciparono al Prix de Lausanne, ha creato, a partire dal 1991, numerosi assoli; per la serie laboratorio Hinter den Kulissen des Balletts (Dietro le quinte del balletto), dal 1992 realizzò piccoli pezzi per Birgit Keil, Marcia Haydée, Richard Cragun e Christoph Lechner. Nell'aprile del 1992, première a Stoccarda, Renato Zanella tenne il primo balletto integrale: Mann im Schatten (L'uomo nell'ombra). Nell'estate del 1992 coreografò Voyage per Vladimir Malakhov.
Nel novembre 1993, per lo Stuttgarter Ballett seguì Empty Place, nel marzo 1993 Black Angels e nel dicembre 1993 il suo secondo balletto integrale, Mara Hari, con Marcia Haydée nel ruolo di protagonista. Nel giugno 1993 creò Apollo per la Scuola di John Cranko e Vladimir Malakhov; nel dicembre 1993 Konzertantes Duo per Les Ballets de Monte-Carlo. Nel dicembre 1994 per Les Ballets de Monte-Carlo presentò Watching Waters, nell'aprile 1995 presso Introdans venne da lui rappresentato Pieces of Earth, nel settembre 1996 Love Beyond, nell'ottobre 1999 Ostarrichi, nel settembre 2001 Harlekin & Colombine, nel settembre 2003 Concerto Italiano. Per il balletto della Deutsche Oper di Berlino creò nel febbraio 1998... schatten von sehnsucht... (... ombre di nostalgia …), Last Blues, nell'ottobre 1999, alla Deutsche Oper di Berlino, fu responsabile per la coreografia di Moses und Aron (prodotto da Götz Friedrich). Nel 2003 coreografò per una co-produzione del Teatro Sao Carlos di Lisbona e il Teatro Mariinsky di San Pietroburgo, le danze per l'opera Die Zauberin (L'incantatrice) (regia: David Pountney). Per la Neue Oper di Vienna coreografò nel 2005 Die sieben Todsünden (I sette peccati capitali). Per una co-produzione del Festival di Bregenz e della Royal Opera House Covent Garden elaborò la coreografia di Maskerade (regia: David Pountney)(Bregenz Festival). Al gala per il 200º compleanno di August Bournonville a Copenaghen, presentò From Vienna With Love.
Nella stagione 2005/2006, Renato Zanella coreografò per Birgit Keil a Karlsruhe il balletto Der Spielmann (allestimento: rosalie). Empty Place venne incluso nel repertorio del Teatro Municipale de Lima. Il balletto integrale Wolfgang Amadeus per il Teatro dell'Opera Madlenianum di Belgrado. Nel novembre 2007, R.Z. coreografò per il Balletto del Teatro dell'Opera di Roma la serata di balletto Peer Gynt. Nell'aprile del 2008 creò per il Balletto del Badischen Staatstheater di Karlsruhe, “Amandi". Per il gruppo di flamenco "Compañía Suite Española", nel 2011 venne realizzato "Brishen". I giochi "Apollo" e "Firebird", ha coreografato per la Fondazione Arena di Verona 2011 coreografò i pezzi “Apollo” e “Feuervogel”. Sempre nel 2011, seguì la coreografia "Barocco".
Nell'ottobre 1993, Renato Zanella si presentò per la prima volta come coreografo alla Staatsoper di Vienna con Voyage. La sua prima creazione per il Balletto dell'Opera di Vienna, La Chambre, debuttò nel febbraio 1994. Nel marzo 1994, il Wiener Staatsopernballett scritturò l'opera Empty Place. Per il suo debutto come direttore artistico di ballo della Wiener Staatsoper, nel settembre 1995, Renato Zanella scelse Konzertantes Duo. Nel dicembre 1995 creò per Vladimir Malakhov “Mon Euridice”. Nell'aprile 1996, per la serata Stravinskij: Symphony, Movements, Sacre, R.Z. coreografò la sua prima serata integrale per la Kompanie. Nel maggio 1996, debuttò Black Angels e a giugno seguì alla Volksoper di Vienna una nuova versione di Mata Hari. Nel febbraio 1997 presentò Elements all'Odeon di Vienna, nel marzo 1997 creò Alles Walzer.
Love Beyond, nel giugno 1997, faceva parte del balletto fuori programma all'Odeon. Memento Mori debuttò nel novembre 1997, in collaborazione con"Wien modern", nel dicembre 1997 rappresentò Laus Deo. Nel marzo 1998, ebbe luogo il debutto del balletto Wolfgang Amadé, nell'aprile 1998 creò Die sieben letzten Worte per l'"OsterKlang Vienna '98", in giugno seguì Mythos per il „NÖ Donaufestival '98“. Nel novembre 1998 debuttò la sua versione del Bolero di Maurice Ravel all'Opera di Vienna. La sua versione di Cenerentola con musica di Johann Strauss uscì nel dicembre 1999 all'Opera di Vienna. Nel 1999 coreografò inoltre assoli per Carla Fracci e Manuel Legris. Nel marzo 2000 creò il balletto Beethoven Opus 73. Nel novembre 2000 presentò la sua nuova versione di Lo schiaccianoci e nell'aprile del 2002 quella di Spartaco. Nel giugno 2003 coreografò Sensi (in anteprima al Festival di Beethoven a Bonn), nel dicembre 2003 presentò la sua nuova versione di Kadettenball e Duke's Nuts. Per la serata Diaghilev (première: 23 marzo 2005) coreografò il balletto Petrushka (musica: Igor Stravinskij, scenografia: Christian Ludwig Attersee, costumi: Christof Cremer) e Renard (musica: Igor Stravinskij, scenografia: Hermann Nitsch, costumi: Anne Marie Legenstein).
Nel 2000 Renato Zanella diede il via all'iniziativa di balletto "off ballett special", nel quale membri disabili e non dell'Associazione Culturale "ich bin o.k." ballavano insieme con membri del Balletto dell'Opera di Vienna. Oltre a spettacoli in matinée all'Opera di Vienna, la partecipazione all'apertura della stagione di Ballo dell'Opera di Vienna nel 2001 e lo spettacolo in tournée al Teatro dell'Opera Nazionale di Varsavia nel 2004 costituiscono alcuni dei punti salienti del "off ballett special".
Renato Zanella, all'Opera di Stato di Vienna, coreografò anche il balletto nelle opere Rienzi, der Letzte der Tribunen (regia: David Pountney), Le Prophète (regia: Hans Neuenfels) e Guillaume Tell (regia: David Pountney). Diresse la regia dei movimenti in Don Giovanni (scenografia: Roberto de Simone) e in Roméo et Juliette (scenografia: Juergen Flimm); coreografò per Jenůfa (scenografia: David Pountney), per Der Riese vom Steinfeld (scenografia: Juergen Flimm), per Jonny spielt auf (scenografia: Günter Krämer) e per Daphne (scenografia: Nicola Joel). Studiò inoltre la coreografia per Le nozze di Figaro (scenografia: Giorgio Strehler). Nel dicembre 2007, debuttò l'opera La Juive all'Opera di Zurigo, per la quale Zanella coreografò gli inserimenti di balletto. Anche gli inserimenti di danza nell'opera"A Flowering Tree" di John Adams, che debuttò nel maggio 2008 al Teatro dell'Opera di Chicago con la scenografia di Nicola Raab, vennero coreografati da Renato Zanella. Nel 2011, la première dell'opera "Die Trojaner", con la regia di David Pountney, tenutasi alla Deutsche Oper di Berlino, ebbe inserimenti di danza coreografati da Renato Zanella. Nel maggio 2011 l'operetta "La vedova allegra" debuttò alla Volksoper di Vienna con la scenografia di Marco Arturo Marelli e gli inserimenti di danza di Renato Zanella.
Renato Zanella ha creato spesso per numerosi festival: nel 1997 debuttò la sua creazione Wiener Blut, nell'ambito del festival „Im Puls Tanz Wien 97“. Nel 2000 per Altaussee fu realizzato il balletto Via Salis e per il festival di Linz, la coreografia di Adiemus Live! Con Karl Jankins nel 2001 per i concerti dell'Estate culturale di Attergau, realizzò Renard, Gymnopédies Trois e Die Geschichte vom Soldaten, per il festival 2003 di Linz Die Geschöpfe des Prometheus e il Karneval der Tiere con Sir Peter Ustinov, nel 2006 con Lalo Shifrin, nel 2007 con Ute Lemper e nel 2008 con George Fenton. Dal 2009, Renato Zanella è responsabile artistico della divisione danza del Festival del Mar Egeo, sull'isola di Syros in Grecia. Per questo ha coreografato anche "Zorba" e"Medea´s choice", rifacendosi all'opera Medea di Mikis Theodorakis.

## Regista
Nel 2009 Renato Zanella ampliò la sua attività artistica, dedicandosi anche a quella della lirica. Il suo primo lavoro in quest'ambito "Così fan tutte" al "Festival Classico di Attersee", fu accolto con estremo favore dal pubblico e dalla stampa.
Nel 2010 Zanella inscenò la "Carmen" di Bizet al sesto "Festival dell'Egeo" sull'isola di Syros, dove lavora come responsabile artistico della divisione danza. Al Festival del Mar Egeo 2011 inscenò "La Traviata" con Natalia Ushakova nel ruolo di Violetta.
Per le riprese televisive dei Concerti di Capodanno della Filarmonica di Vienna, Renato Zanella ha curato la coreografia di Enfantillage nel 1994, mentre nel 1995 quella di Proceß-Polka e Perpetuum mobile, nel 2000 Csárdás dall'opera “ Ritter Pasman” e il valzer Marien-Klänge, nel 2001 Harlekin-Polka e Der Kobold, nel 2003 Hellenen-Polka, e nel 2005 Fata Morgana e An der schönen blauen Donau. Per il Concerto di Capodanno 2010, coreografò la polka mazur "Ein Herz, ein Sinn" e il valzer "Morgenblätter". Per il Ballo dell'Opera di Vienna realizzò nel 1996 An der schönen blauen Donau e Opern-Soiree-Polka, nel 1997 Carnevals-Botschafter e Marsch D-Dur, nel 1998 Tausend und eine Nacht e Persischer Marsch, nel 1999 Rosen aus dem Süden e Banditen-Galopp, nel 2000 Opern-Maskenball-Quadrille e Freikugeln, nel 2001 Seviliana e Galop tratto da Le Trouvère, nel 2002 Die Schönbrunner, nel 2003 Wo die Citronen blühn'n e Tritsch-Tratsch-Polka, nel 2004 Carmen Quadrille und Hopser-Polka. Ha inoltre firmato coreografie per Vladimir Malakhov (Luigi XIV), Simona Noja (Strauss incontra Verdi), Roberto Bolle (Ave Verum), un assolo che fu rappresentato in occasione di una cerimonia in Vaticano, per Giuseppe Picone (Dying Swan) e Shoko Nakamura (Ombra), per il film Jedermanns Fest (regia: Fritz Lehner) e per il "World Sports Awards of the Century" all'Opera di Stato di Vienna e per il concerto a Tokyo "Toyota Millennium Concert" .
Nel 1995 e 1999 Renato Zanella veniva chiamato a far parte della giuria del concorso di danza Prix de Lausanne, nel 1998 ha fatto parte della giuria del Concorso internazionale di danza di Parigi, nel 1999 del Concorso internazionale di coreografia classica di Parigi, del Concorso internazionale di Balletto di Lussemburgo e del Concorso di coreografia di Hannover (come nel 2007), nel 2000 è stato vicepresidente del 2º Concorso internazionale di balletto a St.Pölten e membro della giuria del Monaco Dances Forum, nel 2001 presidente onorario dell'ÖTR-Contest für Ballett und Zeitgenössischen Tanz di Vienna e giurato ai concorsi di Lussemburgo, Helsinki (competizione coreografica) e al Prix Dom Pérignon del Balletto di Amburgo.

## Onorificenze
Nel 1995 gli veniva assegnato dalla rivista "Danza & Danza", a Venezia, al Teatro "La Fenice", il premio per il "miglior coreografo italiano all'estero". Nel 2000 veniva insignito a Roma, per i suoi meriti coreografici, del "Premio Internazionale Gino Tani", nel 2001 a St. Pölten del premio Jakob Prandtauer-Preis. "Danza & Danza" gli assegnava nel 2001 il premio dell'anno come "Migliore Direttore Artistico". Renato Zanella ha ricevuto la Croce d'Onore Austriaca per la Scienza e l'Arte. La sua coreografia a serata intera di Peer Gynt, per il Balletto dell'Opera di Roma, conseguì il premio come migliore nuova produzione italiana del 2007.